# جيمس كروفورد (كرة سلة)
جيمس كروفورد (بالإنجليزية: James Crawford)‏ مواليد 13 أبريل 1960 في ألاباما، هو لاعب كرة سلة أمريكي معتزل. بدأ مسيرته الاحترافية في سنة 1982. يبلغ طوله 6 قدم 8 بوصة (2.0 م). اعتزل اللعب في 2003. لعب مع فريق برث وايلدكاتز في الدوري الأسترالي لكرة السلة.